# Karmir Shouka
Karmir Shouka (en arménien Կարմիր Շուկա, en azéri Qırmızı Bazar) est une communauté rurale de la région de Martouni, au Haut-Karabagh. Elle compte 926 habitants en 2005.